# Infang (Sigmarszell)
Infang (mundartlich: ufm Ifang, m'Ifang) ist ein Gemeindeteil der Gemeinde Sigmarszell im bayerisch-schwäbischen Landkreis Lindau (Bodensee).

## Geographie
Die Einöde liegt circa vier Kilometer nordöstlich des Hauptorts Sigmarszell.

## Ortsname
Der Ortsname stammt entweder vom mittelhochdeutschen Wort īnvanc für begrenzter oder eingeschlossener Raum, Einfriedung, Umfang oder vom neuhochdeutschen Wort Einfang für Bezirk, Umkreis und deutet auf eine umgrenzte Siedlung hin.

## Geschichte
Infang wurde erstmals urkundlich im Jahr 1396 mit Cuͤntz der Infanger gesessen im Ynfang am Kienberg erwähnt. 1770 fand die Vereinödung Infangs mit drei Teilnehmern statt. Der Ort gehörte einst zum Gericht Simmerberg in der Herrschaft Bregenz.